# کیپ اسپرانس

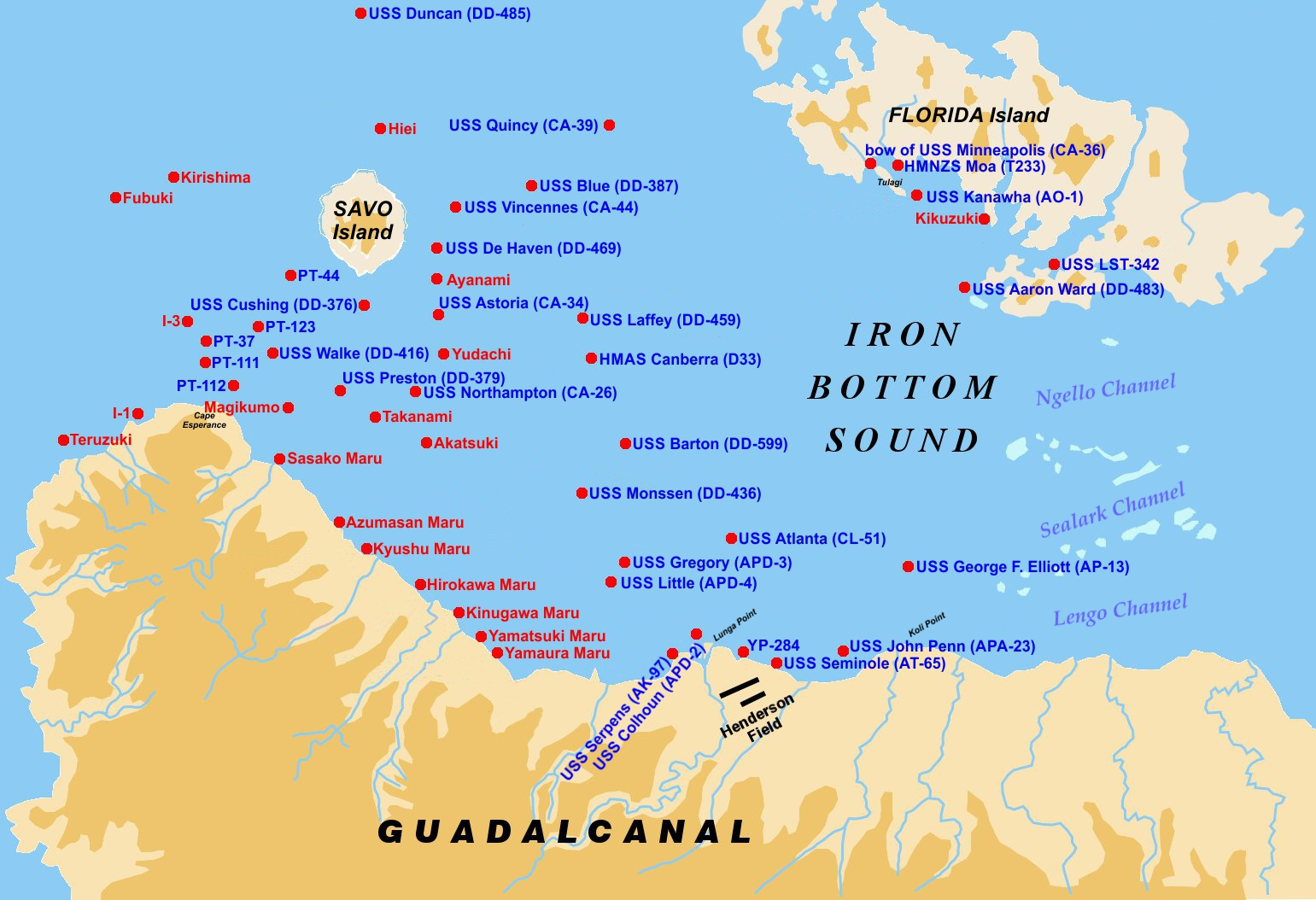

کیپ اسپرانس (انگلیسی: Cape Esperance) شمالی‌ترین نقطه گوادال‌کانال، جزایر سلیمان است. نبرد کیپ اسپرانس، یکی از چندین درگیری دریایی که در جنگ جهانی دوم در لشکرکشی گوادالکانال در آبهای شمال جزیره انجام شد، نام خود را از این نقطه گرفته‌است. در سال ۱۹۴۳، کیپ اسپرانس پس از شش ماه مقاومت شدید در برابر تفنگداران دریایی اشغالگر آمریکا، محل خروج نهایی نیروهای ژاپنی از جزیره بود.